# 大叶驼蹄瓣
大叶驼蹄瓣（学名：Zygophyllum macropodum）是蒺藜科驼蹄瓣属的植物。分布于中亚以及中国大陆的新疆等地，生长于海拔650米至820米的地区，一般生于田边、荒地或盐渍化沙地，目前尚未由人工引种栽培。

## 别名
大叶霸王（中国沙漠植物志）